# 도요스 시장

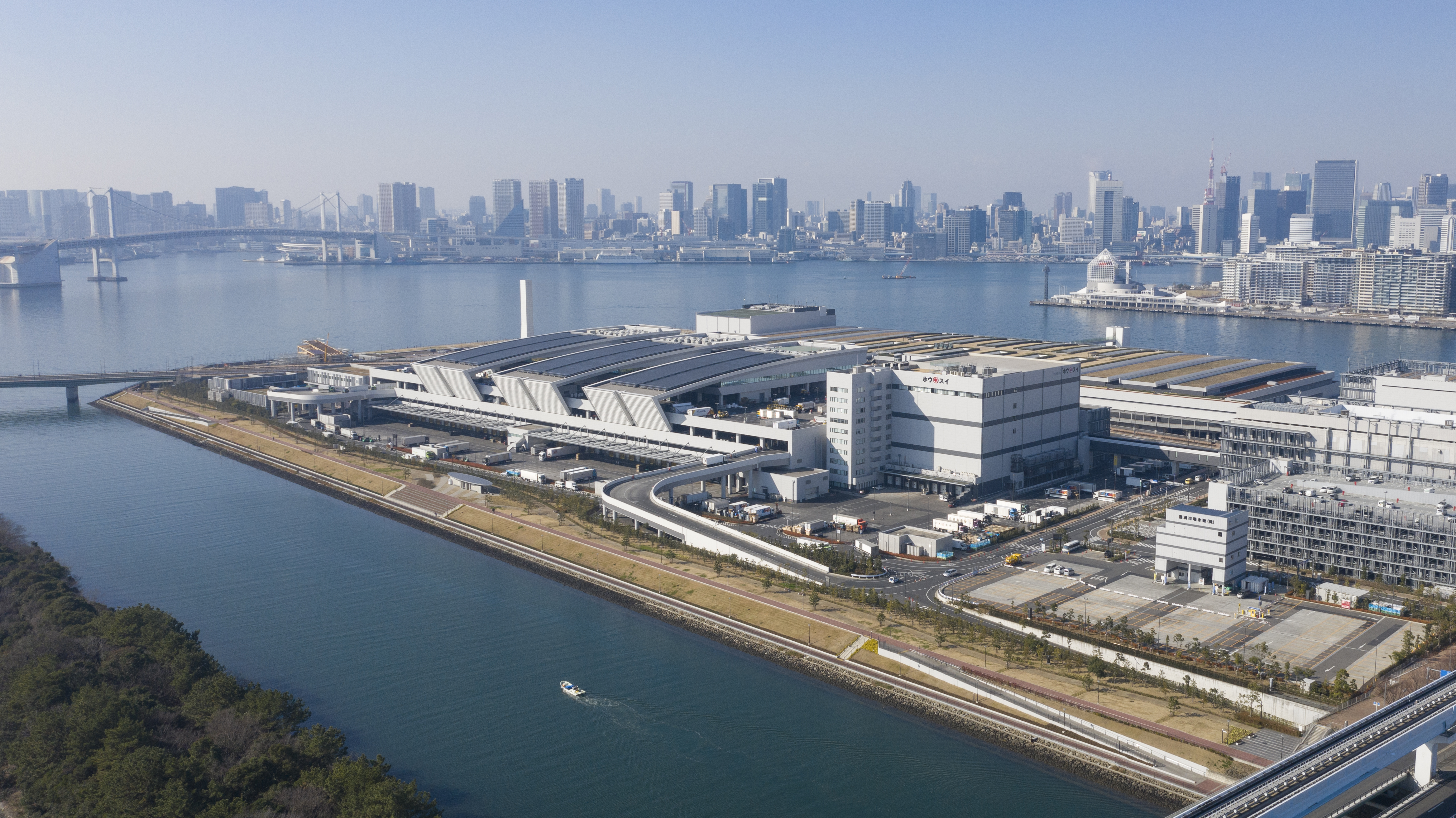
도요스 시장

도요스 시장(豊洲市場 도요스시조[*])은 일본 도쿄도 고토구 도요스 6초메에 있는 공설 도매시장이다. 도쿄도 내에 11개 있는 도쿄도 중앙도매시장 중 하나이다. 쓰키지 시장의 대체 시설로서 건설되었다. 2018년 9월 13일에 개장 기념식이 열렸으며, 같은 해 10월 11일에 거래를 개시했다.